# Oberamt Grünsfeld

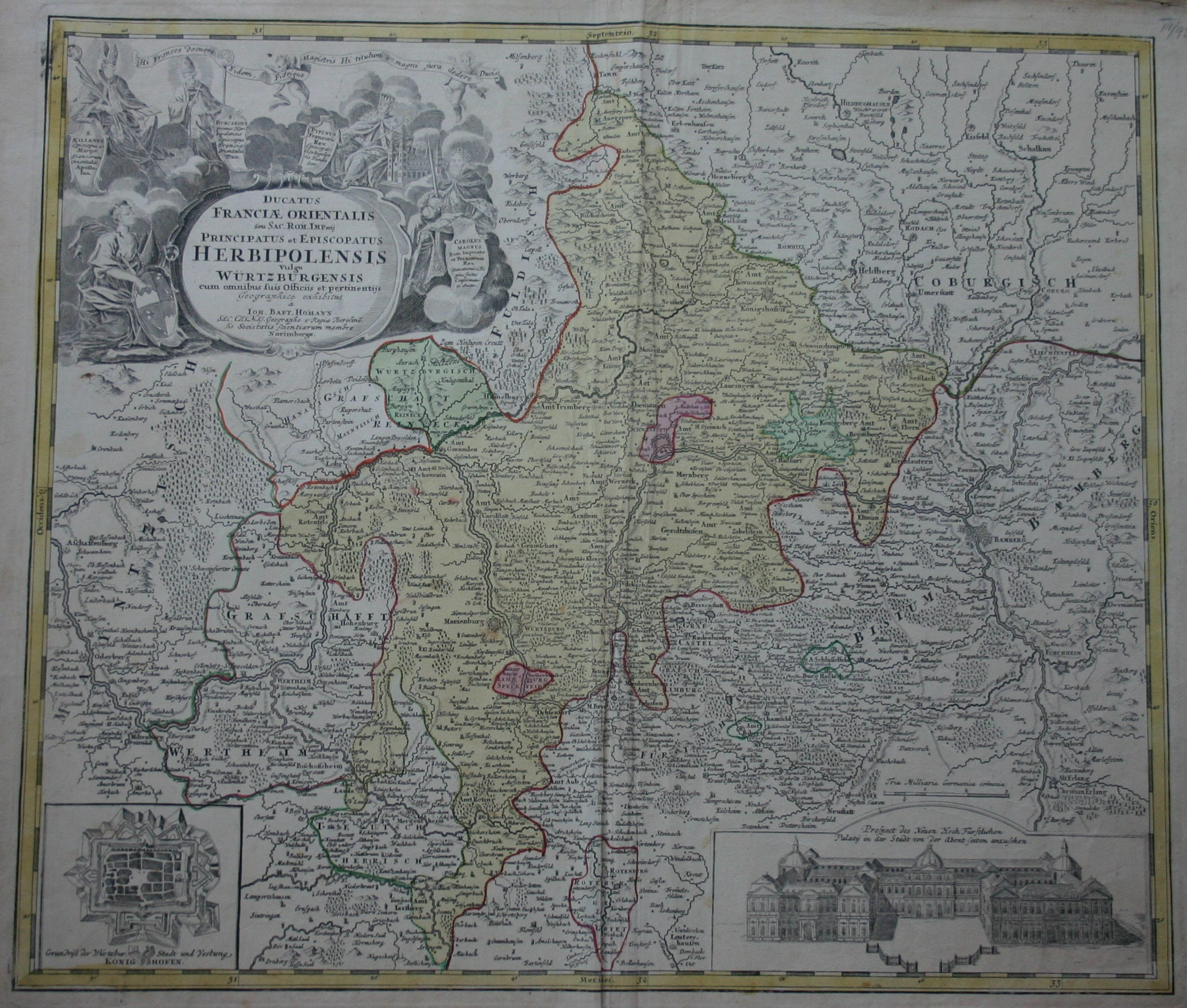
Karte des Hochstifts Würzburg um 1700, Kupferstich von Johann Baptist Homann

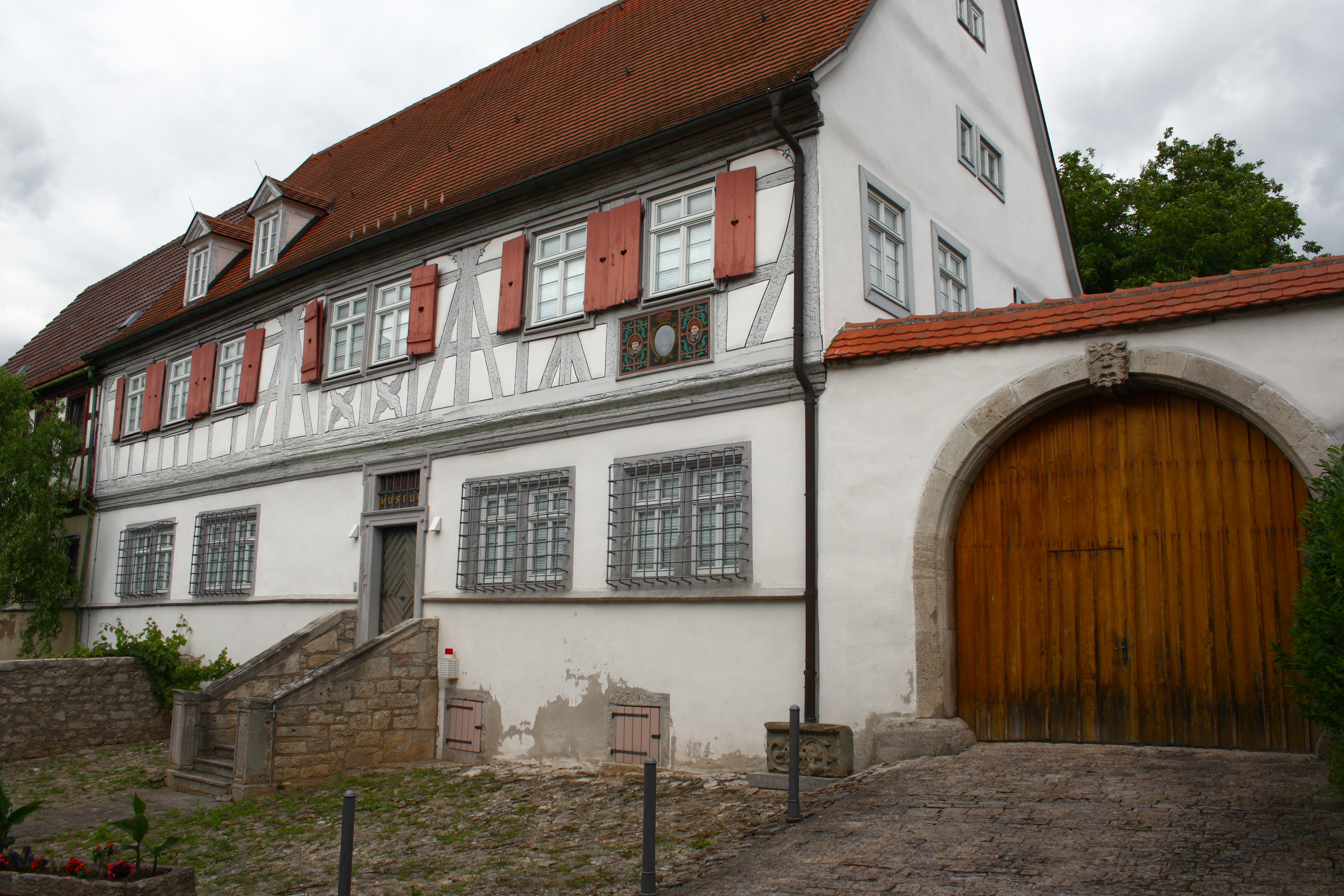
Amtshaus in Grünsfeld

Das (Ober-)amt Grünsfeld war eine untere Verwaltungseinheit im Hochstift Würzburg, die ihren Sitz in Grünsfeld, einer fränkischen Stadt im heutigen Main-Tauber-Kreis in Baden-Württemberg, hatte.

## Funktion
In der Frühen Neuzeit waren Ämter eine Ebene zwischen den Gemeinden und der Landesherrschaft. Die Funktionen von Verwaltung und Rechtsprechung waren hier nicht getrennt. Dem Amt stand ein Amtmann vor, der von der Landesherrschaft eingesetzt wurde. Das Amt Grünsfeld wurde im 18. Jahrhundert als Oberamt bezeichnet. Dies war lediglich eine Bezeichnung; eine Überordnung über andere Ämter war damit nicht verbunden. Es war gleichzeitig Zentamt, also Hochgerichtsbezirk.

## Geschichte
1502 unterstellte Dorothea von Rieneck ihren Besitz dem Hochstift Würzburg, um das Erbe für ihren Sohn Johann IV. (1487–1531) zu bewahren. Das Hochstift übte die Vogteirechte aus und die Landgrafen von Leuchtenberg wurden mit der Herrschaft Grünsfeld belehnt. Als Maximilian Adam (1621–1646) kinderlos starb, fiel die Herrschaft Grünsfeld an das Bistum Würzburg, das zur Verwaltung dieser Herrschaft das Oberamt Grünsfeld einrichtete. Das Amtshaus an der Schloßstraße 9 war der Sitz des Amtmannes.
Die Statistik des Hochstiftes Würzburg von 1699 nennt 838 Untertanen in 1 Stadt, 12 Dörfern und 4 Höfen. Als jährliche Einnahmen des Hochstiftes aus dem Amt wurden abgeführt: Schatzung: 150 Reichstaler und Rauchpfund: 808 Pfund.
1803 kam Grünsfeld im Rahmen der Säkularisation zunächst zum Fürstentum Leiningen und dann zum neugebildeten Fürstentum Krautheim. Mit Auflösung des Fürstentums Krautheim 1806 wurde Grünsfeld Teil des Großherzogtums Baden.

## Orte des Oberamtes
Zum Oberamt Grünsfeld gehörten neben Grünsfeld die Orte Dittigheim, Gerchsheim, Hausen, Ilmspan, Krensheim, Paimar, Vilchband, Wittighausen und Zimmern.

## Cent
Die Cent umfasste die Amtsorte außer Gerchsheim, Hausen, Impfingen, Oberwittighausen, Unterwittighausen und Vilchband und zusätzlich Hof Steinbach, Dittwar, Kirchheim, Schönfeld, Gissigheim, Hof Esselbrunn und Grünsfeldhausen.
Das Zentgericht wurde im Rathaus gehalten. Die Richtstätte befand sich gemäß der Fackenhofen-Karte etwa 1700 Meter nordwestlich des Ortes.

## Amtshaus
Das Amtshaus von 1596 (heutige Adresse: Schloßstraße 9) ist ein geschütztes Baudenkmal und wird als Museum genutzt.